# Edward Hand
Edward Hand (31 décembre 1744 - 3 septembre 1802) était un soldat irlandais de naissance, médecin et homme politique qui a servi dans l'Armée continentale au cours de la Révolution américaine, atteignant le grade de général, et plus tard a été membre de plusieurs organismes gouvernementaux de Pennsylvanie.

## Révolution américaine

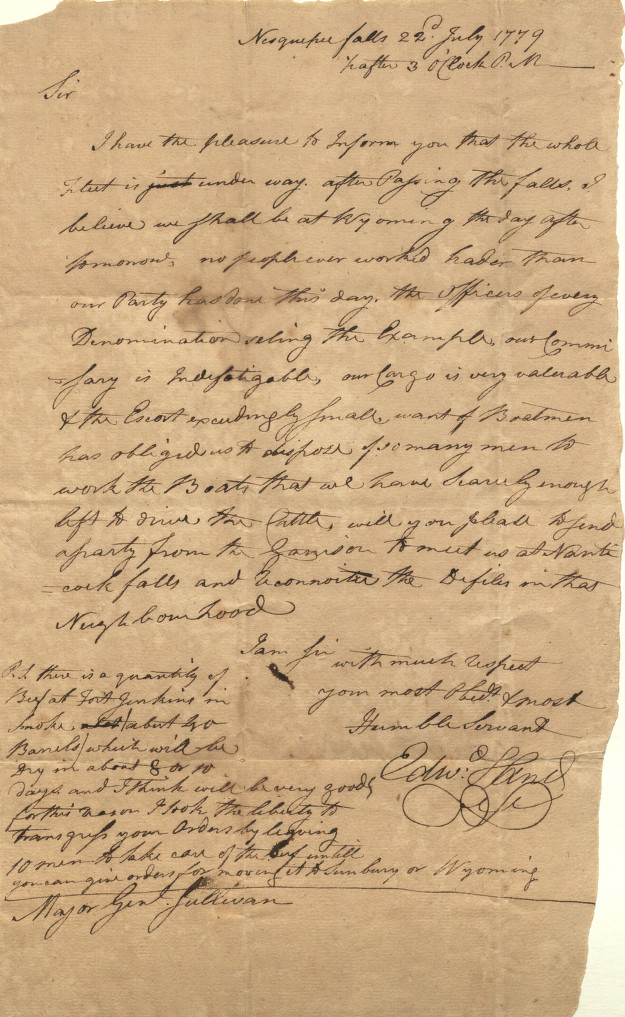
Lettre du général Edward en 1779.

Il est entré dans l'Armée continentale comme lieutenant-colonel dans la milice de Pennsylvanie. Il traversa le fleuve Delaware avec George Washington. Il a été promu colonel en 1776 et a commandé le 1er régiment de Pennsylvanie. Par la suite, il a été promu brigadier-général en 1777 et a servi en tant que commandant du Fort Pitt, combattant les Loyalistes britanniques et leurs alliés amérindiens. Il a été rappelé, après plus de deux ans à Fort Pitt, à servir comme major-général de brigade dans la division du Marquis de Lafayette.
En 1778, il part attaquer les Lenapes qui étaient neutres, tuant la mère de Hopocan, son frère, et quelques-uns de ses enfants au cours d'une campagne militaire. Hand avait omis de faire la distinction entre les différents groupes d'Amérindiens, et avait attaqué les Lenapes tout en essayant de réduire la menace amérindienne aux colons de la vallée de l'Ohio, parce que d'autres tribus, telles que les Shawnees, s'étaient alliés avec les Britanniques.
Après quelques mois, il a été nommé adjudant général de l'Armée continentale et a servi durant le siège de Yorktown. En reconnaissance de sa longue et remarquable carrière, il a été, en septembre 1783, promu par brevet militaire comme major-général. Il a démissionné de l'armée en novembre 1783.